# Ityphilus calinus
Ityphilus calinus är en mångfotingart som beskrevs av Chamberlin R. 1957. Ityphilus calinus ingår i släktet Ityphilus och familjen Ballophilidae.
Artens utbredningsområde är Colombia. Inga underarter finns listade i Catalogue of Life.